# Maglione
Maglione (piemonti nyelven Majon) egy olasz község a Piemont régióban, Torino megyében. Az Erbaluce borok hazája.

## Földrajza
A község Torino és Vercelli megyék határán fekszik.